# سيرابيس

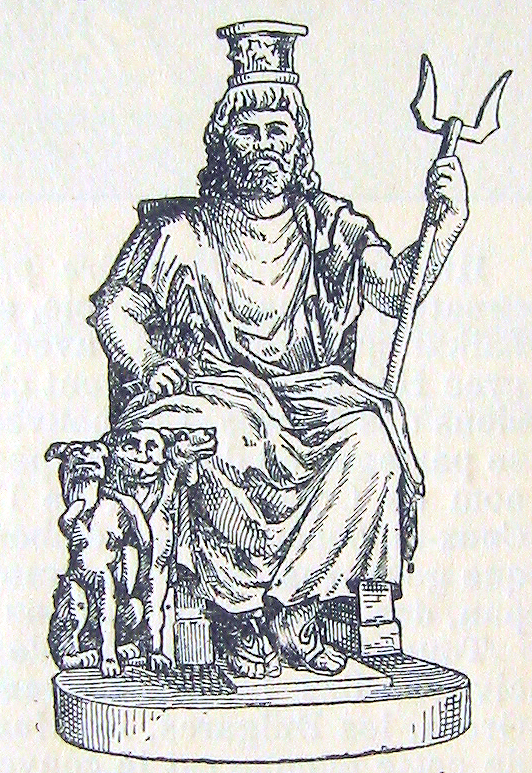
الإله المصري الهيليني سيرابيس

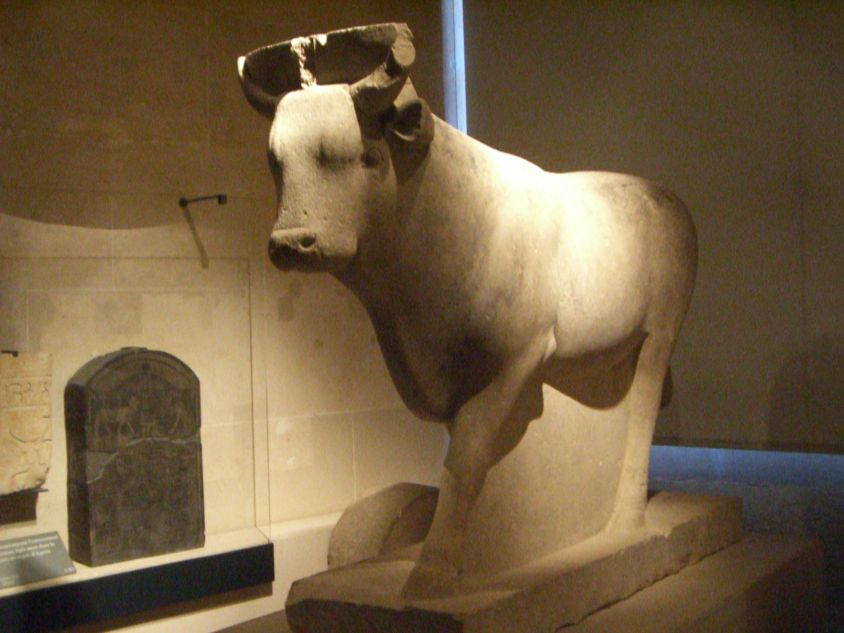
سيرابيس كان يتمثل للمصريين القدماء على شكل العجل آبيس المقدس

سيرابيس أو سارابيس هو إله يوناني في مصر. وهو إله توفيقي مستمد من عبادة أوزيريس وآبيس المصريين، وقد كان سيرابيس إلهًا انتشرت عبادته على نطاق واسع في القرن الثالث قبل الميلاد بناء على أوامر الفرعون الإغريقي بطليموس الأول، كوسيلة لتوحيد رعايا المملكة البطلمية الإغريق والمصريين.
انتشرت عبادة سيرابيس كسياسة متعمدة من قبل الملوك البطليميين اللاحقين. واصلت شعبية سيرابيس بالتزايد خلال الإمبراطورية الرومانية، وغالبًا ما حل محل أوزيريس كقرين لإيزيس في المعابد خارج مصر. إلى جانب جذوره المصرية، اكتسب سيرابيس خصائص من آلهة أخرى، مثل القوى الثونكية المرتبطة بهاديس وديميتر الإغريقيين، وحب الخير المستمد من ارتباطه بدينيسيوس.

## الأيقنة
صوّر سيرابيس بأنه إغريقي من ناحية شكله لكن مع مظاهر مصرية، ودمج أيقنة من آلهة عظيمة معبودة، مشيرًا إلى كل من الوفرة والقيامة.
لم يكن الإغريق يكنون احترامًا كبيرًا للشخصيات صاحبة رأس حيوان، وبذلك اختير تمثال تجسيمي وفقًا للأسلوب الإغريقي كصنم، وأعلن بأنه مساو لآبيس صاحب الشعبية العالية بشدة. وقد سمي أوسرهابي (أي «أوسيريس-آبيس»)، وأصبح في اللغة الإغريقية سارابيس، وقيل إنه أوسيريس بكماله، وليس فقط الروح الخاصة به (قوة الحياة).
زاد التمثال الصنمي لسيرابيس الذي أقامه بطليموس الأول في الإسكندرية من غنى قوام التصور لسيرابيس بتصويره بصورة تدمج بين كل من الأسلوبين المصري والإغريقي. صور التمثال بصورة ملائمة شخصية تشبه هاديس أو بلوتو، وكان كل منهما ملكًا للعالم الإغريقي السفلي، وأظهر بأنه يعتلي العرش عبر الموديوس، سلة أو جرة لقياس القمح، على رأسه، نظرًا إلى أنه كان رمزًا إغريقيًا لأرض الموتى. وكان أيضًا يحمل صولجانًا بيده يشير إلى حكمه، مع سيربيروس، حارس بوابة العالم السفلي، الذي كان مستلقيًا عند قدميه. وكان التمثال أيضًا يحوي عند قاعدته ما بدا أنه ثعبان يجهز الرمز المصري للحكم، الصل الفرعوني.

## الاشتقاق
عند النظر في جذر الكلمة الديموطيقية أوسيراب، («أوسيريس – آبيس»)، يشتق الاسم من العبادة التوفيقية لأوزيريس والثور آبيس بصفتهما إلهًا واحدًا تحت الاسم المصري أوسيراب. كتب هذا الاسم لاحقًا في اللغة القبطية ⲟⲩⲥⲉⲣϩⲁⲡⲓ، أوسيرهابي، استخدم الإغريق في بعض الأحيان صياغة سورابيس غير المألوفة، والتي هي أقرب إلى حد ما إلى الاسم، أو الأسماء، المصرية.
الذكر الأقدم لكلمة «سارابيس» وقع في مشهد الموت الذي كان محل نزاع للإسكندر (323 قبل الميلاد)، إلا أن ثمة فيه شيء من الخلط: أطلق على الإله إيا (إينكي) البابلي الذي لا علاقة له اسم سار آبسي، والذي كان يعني «ملك أبسو» أو «العمق المائي»، ويبدو أن إيا بصفته سار آبسي هو الإله الذي يشار إليه في وصف موت الاسكندر. منذ ذلك الحين امتلك «سارابيس» معبدًا في بابيلون، وكان يتمتع بأهمية كبيرة إلى درجة أن سارابيس هو فقط من ذكر بأنه قد استشير بالنيابة عن الملك المحتضر، ويبدو سارابيس البابلية أنه قد غير بصورة جذرية التصورات حول الميثولوجيا في حقبة ما بعد الاسكندر. وربما قد ساهمت أهميته في النفس الهلنية، نظرًا إلى أنه قد ذكر في قصة وفاة الاسكندر، في اختيار أوزيريس آبيس المشابه صوتيًا كإله بطليمي رئيسي، حتى لو فهم البطليميون أنهم كانوا آلهة مختلفين.
كان سارابيس الصياغة الأكثر شيوعًا في اليونان القديمة حتى العصور الرومانية، حين أصبح سيرابيس شائعًا.
كان السيرابيوم هو أي معبد أو حرم ديني مكرس لسيرابيس. وكان أشهر سيرابيوم في الإسكندرية.

## تاريخ صنم سيرابيس
ثمة دليل على أن عبادة سيرابيس قد وجدت قبل وصول بطليموس إلى السلطة في الإسكندرية: يذكر بلوتارخ وأريان وجود معبد لسيرابيس في مصر في عام 323 قبل الميلاد.
بذل بطليموس الأول جهودًا لدمج أديان رعاياه المصريين الجدد مع أديان حكامهم الهلنيين. كان مشروع بطليموس إيجاد إله يظفر بتوقير كلا المجموعتين على حد سواء، على الرغم من اللعنات التي كان الكهنة المصريون قد غنوها ضد آلهة الحكام الأجانب السابقين (سيت الذي كان ينال مديحًا من قبل الهكسوس). التأكيد الشائع أن بطليموس قد «خلق» الإله مستمد من مصادر تصفه وهو يشيد تمثالًا لسيرابيس في الإسكندرية. 
وفقًا لبلوتارخ، سرق بطليموس تمثال الصنم من سينوب في آسيا الصغرى، بعد أن طلب منه في حلم «إله غير معروف» بأن يجلب التمثال إلى الإسكندرية، حيث أعلن من قبل خبيرين دينيين أن التمثال هو تمثال سيرابيس. كان أحد الخبيرين من عائلة يومولبيداي، العائلة القديمة التي كان أفراد هيرفنت لأسرار اليوسيس قد اختيروا منذ ما قبل التاريخ، والآخر كان الكاهن والعالم المصري مانيثو، الذي أعطى وزنًا لأحكام كل من المصريين والإغريق.
إلا أن بلوتارخ قد لا يكون محقًا، كما يزعم بعض علماء المصريات أن «سينوب» في الحكاية هي فعلًا تلة سينوبيون، وهو اسم منح للموقع الموجود مسبقًا لسيرابيوم في ميمفيس. أيضًا، وفقًا لتاسيتوس، كان سيرابيس (حددت هوية آبيس صراحة بأنه أوزيريس بكماله) إله قرية راكوتيس قبل أن تتوسع إلى الإسكندرية العاصمة الكبرى.
مع زوجته إيزيس (أي زوجة أوزيريس)، وابنهما حورس (في هيئة حربوقراط)، فاز سيرابيس بمكان هام في العالم اليوناني. في كتابه وصف لليونان في القرن الميلادي الثاني، يلاحظ باوسانياس سيرابيين على منحدرات أكروكورينث فوق مدينة كورينث الرومانية التي أعيد بناؤها، وواحدًا آخر عند كوباي في بويوتيا.
سيرابيس هو من بين الآلهة العالميين الذين استقبلت عبادتهم وانتشرت في كل أنحاء الإمبراطورية الرومانية، وعرف أنوبيس أحيانًا بأنه سيربيروس. في روما، كان سيرابيس معبودًا في معبد إيزيس وسيرابيس، وبني معبد إيزيس خلال الحكم الثلاثي الثاني في ساحة مارتيوس. نال صنما إيزيس وسيرابيس الرومانيين شعبية في أواخر القرن الأول حين اختبر فيسباسيان أحداثًا نسبها إلى تدخلهما الإعجازي في الوقت الذي كان فيه في الإسكندرية، حيث بقي قبل عودته إلى روما كإمبراطور في العام 70 ميلادي. ومنذ سلالة فلافيان وصاعدًا، كان سيرابيس واحدًا من الآلهة الذين قد يظهرون على العملة الإمبراطورية إلى جانب الإمبراطور الحاكم.
شأنها شأن العديد من ضروب العبادة في تلك الفترة، تضاءلت عبادة سيرابيس خلال حكم ثيودوسيوس الأول كإمبراطور، والذي كان مسيحيًا طبق القوانين الدينية لحظر الوثنية في كافة أنحاء الإمبراطورية. وبقيت العبادة الرئيسية في الإسكندرية حتى أواخر القرن الرابع، حين دمرت إحدى العصابات المسيحيين بتوجيه من بابا الإسكندرية ثيوفيلوس السيرابيوم في الإسكندرية خلال فترة ما من العام 391 ميلادي، خلال أحد أعمال الشغب الدينية التي تكررت في المدينة.

## نظريات قديمة تتعلق بأصول سيرابيس
كانت أصول سيرابيس مصدرًا لتخمينات من قبل كل من الفلاسفة اليهود والمسيحيين في العصور القديمة. وكان تيرتوليان في أوائل القرن الثالث الميلادي يعتقد أن الإيمان بسيرابيس كان مستلهمًا من قبل البطريرك جوزيف الذي كان إداريًا بارزًا في مصر. ويذكر الرأي ذاته في التلمود أيضًا.

## في الثقافة الشعبية
- في كتاب أستريكس، سيرابيس واحد من الآلهة التي يُقسم بها المصريون والتي يتكلون عليها، «أقسم بسيرابيس» (بصورة مماثلة وأوزيريس وإيزيس)، بالطريقة ذاتها التي كان فيها سكان الغال يقسمون بآلهتهم ويتكلون عليها، مثل توتاتيس وبيلينوس وبيليساما، ومثل الرومان الذين كانوا يقسمون بجوبيتر ومينيرفا وميركوري.
- سيرابيس هو الخصم الرئيسي في قصة ريك ريوردان القصيرة قضية سيرابيس التي تتطرق إلى اثنتين من رواياته الأساسية، تواريخ كين وتواريخ نصف دماء المخيم. ويتعرض للتدمير على أيدي أنابيث تشيس وسادي كين بعد أن دمرت الأولى الرأس الذي يمثل مستقبل قضية سيرابيس. في القصة المكملة تاج بطليموس يظهر أن سيرابيس كان قد أوقظ من قبل الخصم الرئيسي سيتني من أجل تجربة جلب أنصاف الآلهة الإغريق والسحرة المصريين سويًا.